# Saint-Voir
 Saint-Voir  là một xã ở tỉnh Allier thuộc miền trung nước Pháp.